# طاسة الرعبة

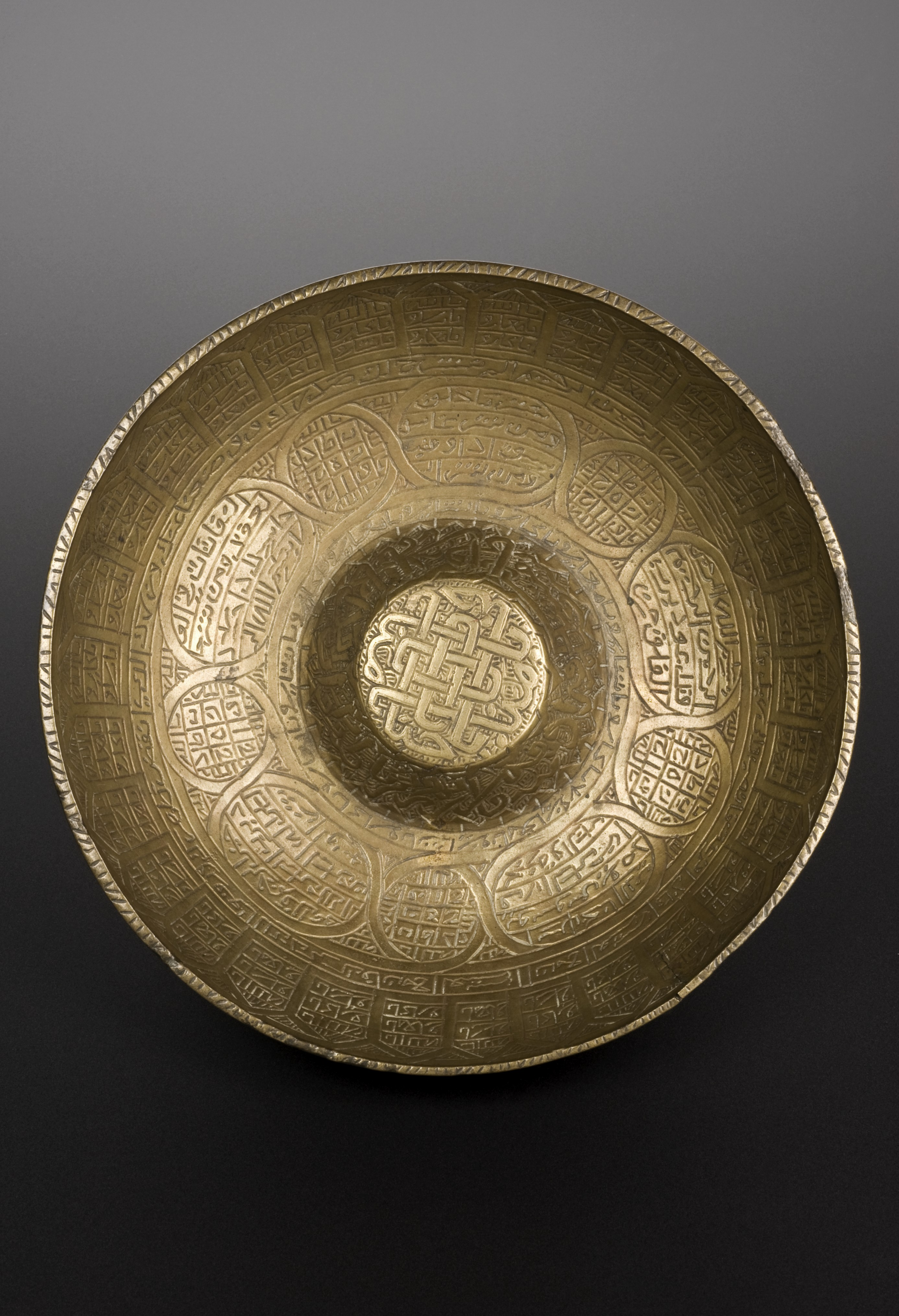
طاسة نحاسية من الشام من القرن التاسع عشر

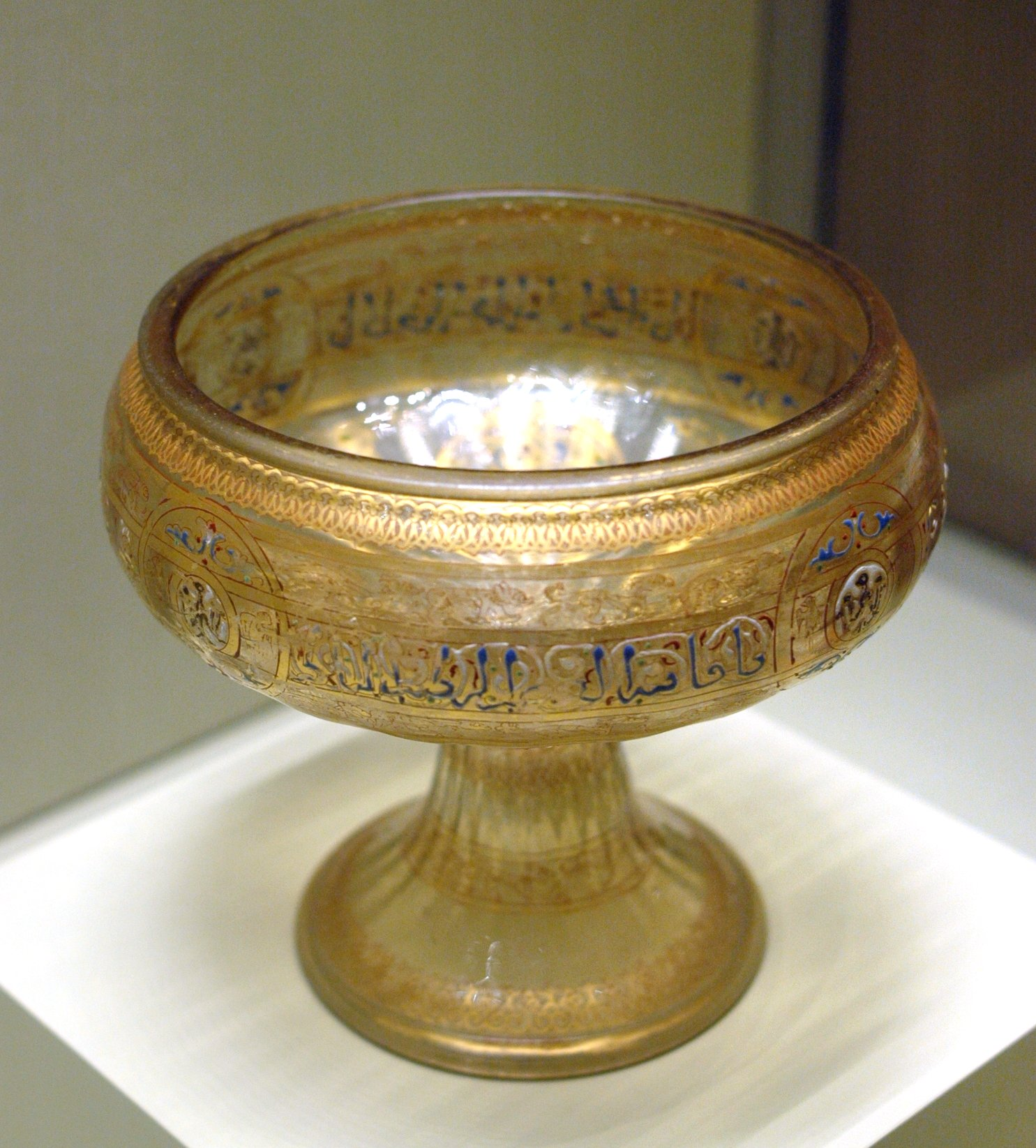
طاسة الرعبة من الشام من القرن السادس عشر

طَاسَةُ الرَّعبَة، كما تعرف ببلاد الشام، أو طاسة الرَّوع في باديتها، أنظر أدناه للمزيد من الأسماء، هي وعاء معدني صغير نُقِشَ بداخله دائرياً نصوص قرآنية أشهرها آية الكرسي والمعوذتان وبعض الزخرفات كالنباتات والأشكال الأخرى. تُصنع عادة من المعدن ويكون أغلاها ثمناً تلك المصنوعة من الفضة. تستخدم في الطب العربي الشعبي للتداوي من الخوف والهلع كما يوحي إسمها. وأصول هذا المعتقد، أي الاعتقاد بنجاعة الشرب من وعاء كُتِبَ به نصوص مقدسة للتداوي من الخوف، ترجع إلى الحضارات القديمة في بلاد ما بين النهرين حيث وجد الآثاريون أمثلة لها يسمونها بالطَّاس السحري.
لا يقتصر إستخدامها على التداوي من الخوف والرعب، وإن كان أشهرها. حيث يعمد الناس، حين يُصاب أحدهم بالخوف نتيجة لخبرِ أو حادثِ ما، إلى ملء الوعاء بالماء وسقيه إياه اعتقاداَ منهم بأن الماء الذي لامس الآيات والنصوص المقدسة سيهدأ من روعِ المصاب. وقد يقومون أيضاً بترك الوعاء ليلاً، بسماء مقمرة، وعلى عتبة باب الدار، وإضافة سبع حباتٍ من التمر أحياناًَ، لشرب الماء في الصباح وهنا يظهر ارتباط طاسة الرعبة بالطَّاس السحري الأثري وأسطورته في بلاد ما بين الرافدين ومجمل الحضارات السالفة ببلاد الهلال الخصيب وبعلاقته بالإله سين رب القمر الأكادي والعربي الجنوبي وسلفه الإله نانار السومري. إضافة إلى ذلك، قد يستخدمها المرء للإستحمام، وتاريخياً، كان أهل الحجاز يستخدمون أحياناً ماء زمزم كقيمة مضافة. وعلى الرغم من نهي بعض فقهاء الإسلام الحنابلة عن إستخدامها، إلا انها لازالت شائعة بكثير من الأماكن المذكورة.

## أسماؤها عند المتحدثين بالعربية تبعاً للأماكن الجغرافية
- طاسة الرعبة في بلاد الشام.[4]
- طاسة الروعة في بادية الشام.[5]
- طاسة الخضَّة في مصر.[6]
- طاسة السُّم في شمالي الجزيرة العربية.[5]
- المحو في الكويت والعراق.[7]